# Omikron2 Cancri
Omikron2 Cancri (ο2 Cancri, förkortad Omikron2 Cnc, ο2 Cnc), som är stjärnans Bayer-beteckning, är en ensam stjärna i mellersta delen av stjärnbilden Kräftan. Den har en skenbar magnitud av 5,67 och är synlig för blotta ögat där ljusföroreningar ej förekommer. Baserat på parallaxmätning inom Hipparcosuppdraget på ca 21,7 mas, beräknas den befinna sig på ett avstånd av ca 150 ljusår (46 parsek) från solen. Den bildar sannolikt ett samverkande par med Omicron 2 Cancri.

## Egenskaper
Omikron2 Cancri är en gul till vit underjättestjärna av spektralklass F0 IV  Den har en massa som är ca 1,7 gånger solens massa, en radie som är ca 1,6 gånger solens radie och avger ca 10 gånger mer energi än solen från dess fotosfär vid en effektiv temperatur på ca 7 900 K.
Omikron2 Cancri har ett överskott av infraröd strålning, vilket tyder på att den omges av en stoftskiva. Modellering av denna struktur anger att det finns tre distinkta band som kretsar runt stjärnan på ett avstånd av ca 20 AE, 80 AE respektive 270 AE. De lutar i en vinkel av 64° mot siktlinjen från jorden vid en positionsvinkel på 103°. Mellanrummen mellan banden bibehålles sannolikt av omkretsande planeter.